# Trichodocus albosticticus
Trichodocus albosticticus är en skalbaggsart som beskrevs av Stefan von Breuning 1967. Trichodocus albosticticus ingår i släktet Trichodocus och familjen långhorningar. Inga underarter finns listade i Catalogue of Life.